# 創世紀 (電視劇)
《創世紀》（At the Threshold of An Era），是香港電視廣播有限公司拍攝製作的時裝商戰劇集，本劇分為兩部份，共106集（第一部份《創世紀》共51集，第二部份《創世紀II天地有情》共55集。）故事講述一名商家發跡的經過，並以力天世紀建築公司及「無煙城」計劃作中心，講述香港從1990年到2010年的20年歷史變化。本劇是1990年代末最經典的商戰劇，亦是當時香港耗資最大的電視劇集，共花了1.5億港元（此紀錄於2008年被劇集《珠光寶氣》持平），是无线电视32周年台慶劇。

## 劇情
第一輯
主要講述葉榮添（羅嘉良飾演）、許文彪（陳錦鴻飾演）和馬志強（郭晉安飾演）這三個好朋友白手起家的奮鬥史。
第二輯
主要講述葉榮添（羅嘉良飾演）決定建造「無煙城」這項浩大工程，張自力（古天樂飾演）以為是葉榮添害死了他同母異父的哥哥許文彪（陳錦鴻飾演），所以張自力為了替哥哥報仇，使用多種計謀阻止葉榮添的「無煙城」計劃。

## 演員表

### 葉家

#### 葉孝勤分族
| 演員   | 角色   | 關係／暱稱 | 暱稱      |
| 周 驄  | 葉孝勤 | 經營外賣快餐車生意 葉孝禮之兄 葉榮添、葉榮澤、葉雅汶之父 叶荣晋、叶荣毅、叶荣亨之伯父 七十年代因咸水楼事件而曾被其弟葉孝禮出賣陷害致入獄，後因捐獻肝臟而和好 於第56集中風入院 於第97集被張自力陷害以致與葉榮澤入獄 於第102集上訴成功，無罪釋放 | 孝叔      |
| 雪 妮  | 李碧珍 | 葉孝勤之妻 葉榮添、葉榮澤、葉雅汶之母 叶孝礼之大嫂 叶荣晋、叶荣毅、叶荣亨之伯娘 於第97集肝癌復發，幸手術成功 | 碧姐      |
| 羅嘉良 | 葉榮添 | 「無煙城」建造者，香港四大地產商之首 葉孝勤、李碧珍之長子 葉榮澤、葉雅汶之兄 葉孝禮之侄子 葉榮毅之堂兄，與其不和，後反目 葉榮晉之堂兄，與其不和 葉榮亨之堂兄 馬志強之好友 許文彪之好友，後反目，最後和好 張自力之天敵（因被誤會殺害許文彪），後成為死敵 高美娜之男友 曾與岑穎欣相戀，但怕自己辜負她而不敢接受，在其與許文彪戀愛結婚之後仍然暗戀其 田寧、霍希賢之前男友 許諾言之乾父 於第1至4集為「偉興貿易」東主 於第1集塗改聖安堂中學校董會之支票（由朝輝建築改入為自己公司户口） 於第6集創辦「力天」 於第30集因成功收購「世紀」而合併為「力天世紀」兼成為其公司主席 於第40集間接打斷許文彪左腳而被判入獄半年 於第42集出獄 於第45集駕駛車輛時因意外而跌下海，期間見返許文彪、馬志強以往片段後，改變以往的性格 於第48集與許文彪發生打鬥，後被許文彪買兇殺害未遂 於第51集（在台灣）因想救岑穎欣出冤獄，缺無計可施，只好教岑穎欣逃獄，反而間接害死她 於第52集因霍希賢而得知許文彪的真正死因，並查出是葉榮毅陷害岑穎欣 於第54集引葉榮毅到菲律賓並買兇將其槍殺 於第56集再次離開力天世紀 於第62集再次重返力天世紀 發現自己愛上霍希賢，然其因為多次被利用辜負感情而心灰意冷遠走他鄉 遇到岑穎欣之孿生姊妹高美娜，後與其戀愛 於第94集從田寧口中得悉張自力的身世 於第98集因為高水根害死雅汶，使得高美娜歉疚無法與其繼續在一起 於第102集因被張自力陷害而被高美娜誤以為其槍殺父親高水根，使兩人再度反目，最後於第106集（十年後）正式復合 於第104集被張自力綁架，後於105集被山泥焗至昏迷 於第106集甦醒，於十年後的無煙城頂層再次遇見高美娜 | Tim、榮添 |
| 劉愷威 | 葉榮澤 | 體育學院學生兼運動員 葉孝勤、李碧珍之次子 葉榮添之弟 葉雅汶之兄 叶孝礼之侄子 叶荣晋、叶荣毅、叶荣亨之堂弟 張自力之死敵 於第44集許文彪買兇殺葉榮添，被誤認為添被斬傷終止運動員生涯 於第59集因租鋪爭執而被控非法禁錮 於第87集抄期指而負重債 於第92集偷走了張自力偷藏在廁所裡面的錢 於第97集被張自力陷害以致與葉孝勤入獄 於第106集出獄 | 阿澤      |
| 葉佩雯 | 葉雅汶 | 葉孝勤、李碧珍之幼女 葉榮添、葉榮澤之妹 叶孝礼之侄女 叶荣晋、叶荣毅、叶荣亨之堂妹 喜歡服裝設計，曾暗戀馬志強，於第23集遇上色魔，備受打擊之下轉換環境出國讀書，第84集學成建築返港，在力天世紀協助無煙城計畫 於第98集被高水根綁架時，發生意外而被燒死 | Cat       |

#### 葉孝禮分族
| 演員   | 角色   | 關係 | 暱稱   |
| 秦 沛  | 葉孝禮 | 「明大集團」主席，香港十大富豪 葉孝勤之弟，七十年代因咸水樓事件而出賣其兄令其入獄，後因其捐獻肝臟而和好 方健平之第二任丈夫 葉榮晉、葉榮毅、葉榮亨之父 刘雪玲、彭芷蔚之公公 葉榮添、葉榮澤、葉雅汶之二叔 叶宝庭之祖父 霍景良之死敵 於第55集因葉榮添追殺葉榮毅而瘋狂針對葉榮添 於第62集得悉張自力的身世 於第70集得悉葉榮毅與許文彪聯手綁架葉榮亨、彭芷蔚 於第74集因导致心臟病發作在睡梦安详去世 | Howard |
| 汪明荃 | 方健平 | 葉孝禮之第二任妻子 霍景良之前妻 霍希賢之母 葉榮晉、葉榮毅、葉榮亨之繼母 葉榮添、葉榮澤、葉雅汶之继二婶 葉寶庭之繼祖母 霍景良愛與小明星鬼混，多次容忍，後竟與自己好友Sabrina有染，憤而與霍景良離婚 後與葉孝禮結婚 因葉孝禮將明大股份贈予她，惹葉榮晉、葉榮毅眼紅，暗中與其不合 被葉榮晉陷害，使得葉孝禮誤以為其將自己的安眠藥偷換為興奮劑欲害死他，因不被信任而傷心離家出走，雖後來葉榮晉向葉孝禮自爆自己才是真兇，葉孝禮乃知自己誤會，然來不及當面言和，葉孝禮便心臟病發死亡 叶孝礼死后被葉榮晉陷害趕出明大及葉家 多次於葉榮添公司危急時出手相助 因阻礙張自力賭城計畫被其找兇伏擊 於葉榮添昏迷期間，協助馬志強奔走，說服政府接受無煙城計畫                                                                     | Lisa   |
| 馬德鐘 | 葉榮晉 | 葉孝禮之長子及超级二世祖 方健平之繼子 葉榮毅、葉榮亨之兄 葉孝勤、李碧珍之侄子 劉雪玲之夫（於第74集離婚） 葉寶庭之父 叶荣添之堂弟，与其不和 叶荣泽、叶雅汶之堂兄 張自力之死敵 於第32集與許文彪合組「寰通」狙擊「力天世紀」，於第42集因被許文彪發現劉雪玲與梁彼得通姦而與其反目 於第41集「寰通」收購「明大集團」旗下的「明科實業有限公司」成為其公司主席，後與許文彪因財反目而被狙擊，失去「明科」 Adam之姐夫，於第68集被其派人毒打 於第72集把方健平提供予葉孝禮的維他命丸換為興奮劑 於第73集知道葉寶庭肝臟問題而見死不救，後知自己是葉寶庭之亲生父亲 於第74集間接害死葉孝禮 於第77集強姦田寧 於第83集強吻秦淑芬 於第86集因被張自力收買的蔣舒色誘而染上愛滋病 於第95集被霍景良趕出葉家大屋及到美國醫病，生死未知 | Donald |
| 惠英紅 | 劉雪玲 | 葉榮晉之妻，於第74集離婚 葉寶庭之母 葉孝禮之儿媳 葉榮毅、葉榮亨之大嫂 Adam之姊 梁彼得之前女友 於第42集被葉榮晉慫恿勾引梁彼得 被鄧志權騙色再利用 於第58集入主「韋達」 於第75集完成葉孝禮喪禮後返馬來西亞 | Eva    |
|        | 葉寶庭 | 葉榮晉、劉雪玲之子 葉孝禮之孫 方健平之继孙 葉榮毅、葉榮亨、彭芷蔚之侄 葉孝勤、李碧珍之侄孫 葉榮添、葉榮澤、葉雅汶之堂侄 Adam之外甥 於第73集因肝臟問題去世 | Jeff   |
| 李煒棋 | 葉榮毅 | 葉孝禮之次子 方健平之繼子 葉榮晉之弟 葉榮亨之兄 葉孝勤、李碧珍之侄子 葉寶庭之二叔 叶荣添之堂弟，与其不和，后反目 叶荣泽、叶雅汶之堂兄 綁架葉榮亨、彭芷蔚之主謀 於第44集指使許文彪策劃綁架葉榮亨及彭芷蔚 於第47集派殺手殺許文彪但不果 於第49集嫁禍岑穎欣（殺許文彪）被判死刑入獄 於第53集令馬志強高空跌墮入院及派人毒打葉榮晉 於第55集被葉榮添引到菲律賓槍殺身亡 | Jason  |
| 吳奇隆 | 葉榮亨 | 葉孝禮之幼子 方健平之繼子 葉榮晉、葉榮毅之弟 彭芷蔚之夫 葉寶庭之三叔 霍希賢之前男友 葉孝勤、李碧珍之侄子 叶荣添之堂弟，与其关系良好 叶荣泽、叶雅汶之堂兄 婚前曾與彭芷蔚合開公關公司 於第44集與彭芷蔚被葉榮毅及許文彪合謀綁架至菲律賓，後於第55集被葉榮添於菲律賓救出 於第78集與彭芷蔚移民美國後先後孕育四個子女 | Joe    |
| 邵美琪 | 彭芷蔚 | 葉榮亨之妻 叶宝庭之三婶 叶孝礼之儿媳 叶荣晋、叶荣毅之弟媳 參見彭家 | Tina   |
| 黎秀英 | 四 姐  | 葉孝禮家工人 |        |

### 馬家
| 演員   | 角色   | 關係 | 暱稱        |
| 羅樂林 | 馬成才 | 才記麵店老闆 羅寶珠之夫 馬志強之父 於第30集險些被許文彪踢入升降機槽，被救出火場時已經失去意志而死。 | 馬老闆 才叔 |
| 韓馬利 | 羅寶珠 | 馬成才之妻 馬志強之母 於第30集被許文彪踢入升降機槽而死 | 珠姐        |
| 郭晉安 | 馬志強 | 才記麵店老闆（馬成才死後） 「無煙城」建造者，百億富豪 馬成材、羅寶珠之子 葉榮添、岑穎欣之好友 許文彪好友（於第39集反目，於第48集和好） 田寧之夫（張自力死後） 曾暗戀岑穎欣 張自力之死敵兼情敵 於第1至20集當銀行職員 於第5集幫葉榮添去台灣交東西給田寧 於第35集得知父母死訊的真相 於第39集得知許文彪殺害其母 於第48集間接害死許文彪 於第53集因得知葉榮毅陷害岑穎欣而與其爭執，繼而從高空跌墮致昏迷，第55集醒來 與葉榮添和好，回力天世紀幫忙 暗戀田寧，並在其失憶期間陪伴照顧，論及婚嫁，後被張自力多次從中破壞，導致分手 於第98集被霍景良及張自力合謀綁架 於田寧投海自殺失蹤後仍不放棄，繼續登報尋找，並於葉榮添昏迷期間，在方健平協助下說服政府接受無煙城計畫 於第106集與田寧孕育三個子女 | Ken         |
| 蔡少芬 | 田 寧  | 馬志強之妻（張自力死後） 張自力之前妻 於第5集客串出現，在台灣酒吧擔任舞女時相識馬志強。後回家時與志強述說有關於跟添之間的往事。送志強去車站後就暫時未出現。 於第45集正式出現及張自力女友。後來被樹哥的人強行押走。 於第46集與張自力兩人不甚打傷樹哥逃出酒吧，之後找小白哥再者與自力四處躲。 第48集與張自力遊市集時巧遇正在酒店剪綵的葉榮添，並勾起昔日往事回憶。在許文彪的指示下與張自力、張玉芳再度四處躲暫時未出現。 葉榮添之前女友，當年在澳門出手相救事業失意的葉榮添並相識，擔任按摩女郎時與其再次見面，之後同居，而後與其一起去台灣旅遊，接著因其的不辭而別節骨眼下待在台灣多年 於67集暗中說服秦錦假扮毆打葉榮晉從而令張自力脫罪，最終被張自力發現並阻止 於第76集被葉榮晉強姦 於第78集被車撞至81集甦醒後失憶 於第88集與馬志強開始拍拖 於第91集記起與張自力一起的事 於第94集回復記憶 於第94集告訴葉榮添，有關張自力的身世 於第95集因撞見葉榮晉而暫時不肯與馬志強結婚 於第101集因被張自力怪責不忠而怒摑 於第102集被馬志強發現張自力摑打傷痕，欲勸離開期間再被張自力在馬志強面前毆打一次。其後與馬志強分開後，在屋企被張自力毆打三次 於第104集與看護到海灘散步看星，接著將看護使開後投河自殺，於105集被漁民救回性命 於第106集與馬志強孕育三個子女 |             |
| 黃美棋 |        | 馬志強、田寧之長女 於第106集正式登场 |             |

### 許家
| 演員   | 角色   | 關係 | 暱稱      |
| 劉 江  | 許大漢 | 前督察 張玉芳之前夫 許文坤、許文英、許文彪之父 許大豪之兄 秦錦之前上司 許諾言之祖父 於第43集因追斬葉榮添而被警察開槍擊斃 | 大幫      |
| 程可為 | 張玉芳 | 許大漢之前妻 秦錦之情人 許文坤、許文英、許文彪、張自力之母 許諾言之祖母 於第57集病逝 |           |
| 李國麟 | 許大豪 | 菲律賓警察，实為黑警 許大漢之弟 許文坤、許文英、許文彪之二叔 许诺言之叔公 為逃避廉政公署追捕逃到菲律賓生活 張自力之拍擋，最后因其父打动后而反目 於第105集被張自力亂槍殺死 |           |
| 戴志偉 | 許文坤 | 出生於1958年 許大漢、張玉芳之長子 許文英、許文彪之兄 張自力同母異父之大兄 许诺言之伯父 於第42集成為「明科實業有限公司」副主席 於第44集因貪污而被判入獄 於第70集出獄 於第92集企圖自殺，後從馬志強中得知許文彪死亡的真相後放棄自殺並告訴許文英，後勒索張自力，最後反被其錯手推下樓而死 |           |
| 馬蹄露 | 許文英 | 許大漢、張玉芳之次女 許文坤之妹 許文彪之姊 張自力同母異父之姊 许诺言之姑妈 於第92集因接獲許文坤死訊而被張自力掐死 |           |
| 梁健平 | 阿 祥  | 許文英男友 於第1集為「偉興貿易」東主，騙走拍檔葉榮添的錢，其後投靠台灣親人 於第45集加入許文彪的建築公司 第46集代表文彪建築公司去機場等候合夥人時看見葉榮添與岑穎欣兩人入境後回去告知文彪反被文彪訓誡。 第48集與許文英得知許文彪死亡消息時在警局對前來的葉榮添咆哮 第50集於岑穎欣被判死刑入獄後便下落不明 |           |
| 陳錦鴻 | 許文彪 | 本剧终极反派 出生於1965年 「無煙城」創始人 許大漢、張玉芳之幼子 許文坤、許文英之弟 岑穎欣之夫 許諾言之父 張自力同母異父之二兄 葉榮添、馬志強之好友 彭芷蔚之前男友 葉榮晉之生意拍擋，於第42集因得1%明科股份而反目 誤殺王智龍 殺害羅寶珠、朱永昌、陸運生、樹哥之兇手 買凶殺害陸運生之主謀 於第13至22集在政府規劃署當城市規劃師 於第17集去機場前，遭劫匪王智龍搶劫，反誤殺其脫險。抵達台灣時去萬華討債公司與勇哥見面商討有關張自力欠債事宜，之後與勇哥手下發生搏鬥中出手抵擋的節骨眼中獲得勇哥的賞識。於是就還債務三百五十萬，而後並成功救回張玉芳。 於第21集再度搭機赴台灣找勇哥再次還清三百五十萬債務 於第30集裡金發大廈火災中與葉榮添分別進火場救人之際殺害羅寶珠 於第32集與葉榮晉合組「寰通」狙擊「力天世紀」 於第39集殺害記者朱永昌 於第40集間接被葉榮添打斷左腳 於第42集成為「明科實業有限公司」主席 於第44集因貪污案「明科」受牽連步入困境，接受葉榮毅指使策劃綁架葉榮亨及彭芷蔚，同時買凶殺害陸運生，後買兇殺害葉榮添不果，反而誤斬傷葉榮澤而致其入院 於第46集殺害樹哥 於第47集得知陳豐收在台灣開始失勢，被地下錢莊追討債務 於第48集與葉榮添發生打鬥，並打算再次買兇殺害葉榮添，但為了與岑穎欣的感情而打消念頭，最後因誤服用馬志強提供的消炎藥引致藥物敏感而跌落山崖身亡，臨死前驚見以往有關自己、葉榮添與馬志強的片段，及覺悟 於第105集在张自力梦中再次出现 金句：呢個世界公平咩？呢個世界公平咩？ | Michael   |
| 郭可盈 | 岑穎欣 | 出生於1967年12月4日 原名：高穎欣 高水根之長女 許文彪之妻 葉榮添之前女友 馬志強之好友 許諾言之母 高美娜之孖生姊 於第49集被葉榮毅買兇陷害而入獄 於第51集（在台灣）因逃獄而遭獄警槍殺 | Ivy、阿欣 |
| 李俊傑 | 許諾言 | 許文彪、岑穎欣之子 許大漢、張玉芳之孫 许大豪之侄孙 高水根之外孫 高美娜之姨甥 許文坤、許文英、張自力之侄 葉榮添、馬志強之乾子 |           |
| 古天樂 | 張自力 | 秦錦、張玉芳之子 許文坤、許文英、許文彪同母異父之弟 參見秦家 | Nick      |

### 秦家
| 演員   | 角色   | 關係 | 暱稱        |
| 劉兆銘 | 秦 錦  | 前警員 陳丹之夫 許大漢之前下屬 張玉芳之舊情人 張自力之父 秦淑芬之繼父 於第67集時頂包葉榮晉被打案 於第104集被張自力發現其多次將害人之計通風報信告知葉榮添 |             |
| 盧宛茵 | 陳 丹  | 秦錦之妻 秦淑芬之母 |             |
| 古天樂 | 張自力 | 本剧终极反派 「數碼城」方案提出者（第62集）但被葉榮晉及明大董事否決 「賭城」方案提出者（第101集）但被方健平否決 秦錦、張玉芳之子 田寧之夫（於第101至105集） 許文坤、許文英、許文彪同母異父之弟 秦淑芬異父異母之兄 許諾言之二叔 馬志強之死敵兼情敵 葉榮添、葉榮晉、葉榮澤之死敵 間接害死關維宗 殺害許文坤、許文英、霍景良、許大豪之兇手 買兇殺害葉雅汶、高水根之主謀 於第45集出現，台灣飆車古惑仔 於第46集目睹許文彪殺死樹哥 於第48集在許文彪指示下與田寧跟張玉芳等三人到處躲暫時未出現 於第52集裡於菲律賓與田寧再次出現，誓言要找葉榮添為死去的大哥許文彪報仇，并同时开始踏上成魔之路 第54集在舞廳裡混戰中打中葉榮添被警方追捕 於第55集殺葉榮添時又遇見前來的菲律賓警方，並在葉榮添喝令下再次逃脫。 第56集被菲律賓警方逮捕，其後在許大豪介紹下認識當地最有勢力的富豪何東，暫時在何身邊擔任司機，最後回歸許大豪開始繼續跟隨做事 第58集驚見週刊報導有關葉榮添消息的封面而就去香港打聽生父下落 第59集加入明大集團，並認識葉孝禮，與葉榮添開始狹路相逢 於第64集利用高美娜對付葉榮添 於第76集眼看關維宗心臟病發而見死不救 於第86集爲替田寧、秦淑芬報仇而要令葉榮晉染上愛滋病 於第92集殺害許文坤及許文英，從許文英口中得知許文彪之死因 於第97集陷害葉榮澤及葉孝勤入獄 於第98集與霍景良指使高水根策劃綁架葉雅汶及馬志強，然後與陳天佑指使高水根殺他們 於第100集成功收購良大集團及以硬物擊傷霍景良並將活埋致死 與田寧結婚，然多次懷疑其仍掛念馬志強，而多番掌摑她並精神虐待，最後致使田寧自殺 於第101集買兇殺害高水根並嫁禍葉榮添，間接連累他與高美娜反目 於第103集因要脅田寧返回自己身邊而派人燒馬志強的屋 於第104集失去田宁导致失去人性而再度黑化并槍殺許大豪后，並綁架葉榮添當人質強行押走，最终被山崩困住，后於第105集被山泥焗死，臨死前夢中驚見前來的許文彪身影，最後在臨死前覺悟 | Nick 朱古力 |
| 蔡少芬 | 田 寧  | 張自力之妻（於第101至105集） 參見馬家 |             |
| 鄭雪兒 | 秦淑芬 | 陳丹之女 張自力異父異母之妹（曾視為表哥），曾暗戀其 於第83集被葉榮晉強吻 | Fanny       |

### 霍家
| 演員   | 角色   | 關係 | 暱稱  |
| 郭 峰  | 霍景良 | 方健平之前夫，香港十大富豪之一，外號股壇狙擊手 霍希賢之父 葉孝禮之死敵 表面上與葉榮添合作無煙城計畫，其實想發展賭城，後與葉榮添反目拆夥 與張自力合謀，破壞葉榮添的無煙城計畫，虽然成功，却被張自力嫁祸而反目 買兇殺害Stanley之主謀 於第89集從葉榮晉買入明大股份入主明大 於第98集與張自力指示高水根綁架葉雅汶及馬志強 於第100集被張自力嫁祸是杀害叶雅汶的凶手，并同时被擊傷並被活埋而死 | David |
| 汪明荃 | 方健平 | 霍景良之前妻 葉孝禮之妻 霍希賢之母 葉榮晉、葉榮毅、葉榮亨之繼母 霍景良愛與小明星鬼混，多次容忍，後竟與自己好友Sabrina有染，憤而與霍景良離婚 後與葉孝禮結婚 因葉孝禮將明大股份贈予她，惹葉榮晉、葉榮毅眼紅，暗中與其不合 被葉榮晉陷害，使得葉孝禮誤以為其將自己的安眠藥偷換為興奮劑欲害死他，因不被信任而傷心離家出走，雖後來葉榮晉向葉孝禮自爆自己才是真兇，葉孝禮乃知自己誤會，然來不及當面言和，葉孝禮便心臟病發死亡 被葉榮晉陷害趕出明大及葉家 多次於葉榮添公司危急時出手相助 因阻礙張自力賭城計畫被其找兇伏擊 於葉榮添昏迷期間，協助馬志強奔走，說服政府接受無煙城計畫 | Liza  |
| 陳慧珊 | 霍希賢 | 律師 霍景良、方健平之女 葉榮亨、葉榮添之前女友 Barry之妻（曾經分手後復合） 何佩琪之同居好友 於第51集知道許文彪的真正死因 於第52集將許文彪的真正死因告知葉榮添 於第53集將許文彪的真正死因告知馬志強 於第62集離開香港，於第106集再出現 | Helen |
| 余慕蓮 | 芬 姐  | 霍景良家工人 |       |

### 彭家
| 演員   | 角色   | 關係 | 暱稱 |
| 陳曼娜 | 楊 芸  | 彭芷蔚之母 葉榮亨之岳母 為人見錢開眼 |      |
| 邵美琪 | 彭芷蔚 | 公關 楊芸之女 葉榮亨之妻 許文彪前女友 婚前曾與丈夫合組公關公司 於第44集被葉榮毅及許文彪合謀綁架 於第56集被救出並返回香港，曾在绑架时被卖去做妓女导致难受孕 於第62集向葉榮亨提議在董事會調用資源建設漁人碼頭 於第78集與葉榮亨移民美國，後不停孕育四個子女 | Tina |

### 高家
| 演員   | 角色   | 關係 | 暱稱      |
| 成奎安 | 高水根 | 江湖中人 岑穎欣、高美娜之父 許諾言之外祖父 於第78集出場 於第98集被張自力、霍景良指使綁架馬志強及葉雅汶時，意外燒死葉雅汶 於第100集目睹張自力將霍景良擊斃並將其埋屍 於第101集被張自力派人追殺並嫁禍葉榮添，後於第102集因傷重死亡 | 水爺 水哥 |
| 郭可盈 | 岑穎欣 | 高水根之長女 高美娜之孖生姊 參見許家 | Ivy       |
| 郭可盈 | 高美娜 | 高水根之幼女 岑穎欣之孖生妹 於第63集出現 於第64集助張自力對付葉榮添 葉榮添之女友 許諾言之姨 | Mia       |

### 力天→力天世紀
| 演員   | 角色    | 職業                                                                                  |
| 羅嘉良 | 葉榮添  | 「力天」創辦人 「力天世紀」主席兼股東 於第91集收購「韋達」、「利達」 參見葉家         |
| 陳錦鴻 | 許文彪  | 「力天」創辦人 「力天世紀」股東 於第37集離開「力天世紀」 參見許家                     |
| 郭晉安 | 馬志強  | 「力天」創辦人 「力天世紀」股東 參見馬家                                              |
| 吳奇隆 | 葉榮亨  | 於第37集收購「力天世紀」而成為主席 於第43集交回「力天世紀」給葉榮添 參見葉家          |
| 蔡少芬 | 田 寧   | 於第63集加入「力天世紀」當秘書和内间及二五女 參見馬家                                 |
| 劉愷威 | 葉榮澤  | 於第62集加入「力天世紀」 於第93集為「韋達」主席 於第97集因入獄而離開「韋達」 參見葉家 |
| 葉佩雯 | 葉雅汶  | 於第85集加入「力天世紀」 於第98集被燒死 參見葉家                                      |
| 古天樂 | 張自力  | 於第85集加入「力天世紀」 於第99集離開「力天世紀」 參見秦家                            |
| 劉家聰 | Mark    | 「力天世紀」職員                                                                      |
| 黃振威 | 阿 明   | 「力天世紀」職員                                                                      |
| 譚權輝 | Tony    | 「力天世紀」職員                                                                      |
| 梁輝宗 | Albert  | 「力天世紀」職員                                                                      |
| 趙永洪 | Bowie   | 「力天世紀」職員                                                                      |
| 李明麗 | Shirley | 「力天世紀」職員                                                                      |

### 明大集團→良大集團
| 演員   | 角色   | 職業／暱稱 |
| 周 驄  | 葉孝勤 | 「明大」創辦人 已離開「明大」 參見葉家                                                                                |
| 秦 沛  | 葉孝禮 | 「明大集團」主席 於第74集去世 參見葉家                                                                                |
| 汪明荃 | 方健平 | 「明大集團」董事 葉孝勤、葉孝禮之前秘書 參見葉家                                                                      |
| 馬德鐘 | 葉榮晉 | 「明大電訊」主席 於第52至73集為「韋達」主席 於第74至89集為「明大集團」主席 參見葉家                                   |
| 惠英紅 | 劉雪玲 | 於第58集暫時入主「韋達」                                                                                              |
| 李煒棋 | 葉榮毅 | 「明大電訊」主席 於第55集去世 參見葉家                                                                                |
| 吳奇隆 | 葉榮亨 | 暫代「明大集團」主席（因葉孝禮在台灣扣留） 於第78集移民美國 參見葉家                                                  |
| 邵美琪 | 彭芷蔚 | 曾代表公關公司與「明大集團」合作 於第78集移民美國 參見彭家                                                            |
| 陳錦鴻 | 許文彪 | 於第2至7集在「明大集團」當AP建築師 參見許家                                                                           |
| 古天樂 | 張自力 | 於第59至85集在「明大集團」 於第63集在「明大集團」當特別行政助理 於第101至105集為「良大集團」主席兼董事總經理 參見秦家 |
| 郭 峰  | 霍景良 | 於第89至100集成為「良大集團」主席 參見霍家                                                                            |
| 李成昌 | 丘世民 | Philip 葉孝禮助手 |
| 李鴻   | Ben    | 葉孝禮助手 隨葉孝禮及葉榮添到台灣負責新城市項目                                                                       |
| 王維德 | Edmond | 葉榮晉助手及蛤巴狗 |
| 麥嘉倫 | Chris  | 葉榮晉助手及蛤巴狗 |
| 歐家瑋 | Martin | 葉榮毅助手 於第54集（在菲律賓）被葉榮添意外槍殺致死                                                                   |
| 譚一清 | 李董事 | 明大董事 |
| 蔡國慶 | 郭董事 | 明大董事 |
| 蘇恩磁 |        | 明大董事 |
| 呂幹文 |        | 明大高層 |
| 鍾志光 |        | 明大高層 |
| 曾慧雲 | Vivian | 葉孝禮秘書 |
| 黃梓瑋 | Kitty  | 葉孝禮秘書 |
| 蘇麗明 | Nancy  | 葉榮晉秘書 |
| 施 敏  | 毅秘書 | 葉榮毅秘書 |
| 陳紫媚 | Judy   | 葉榮亨秘書 |
| 彭國樑 |        | 「利達」之職員 |
| 楊證樺 |        | 「利達」之職員 |
| 鄭雪兒 | 秦淑芬 | 於第82至84集任職「明大集團」 參見秦家                                                                                 |
| 劉兆銘 | 秦 錦  | 於第59至68集當司機 參見秦家                                                                                           |

### 霍氏集團
| 演員   | 角色       | 職業                                          |
| 郭 峰  | 霍景良     | 「霍氏集團」主席 參見霍家                     |
| 汪明荃 | 方健平     | 「霍氏集團」董事 參見霍家                     |
| 焦 雄  | Tommy Chan | 「霍氏集團」董事                              |
| 何啟南 | 陈天佑     | 霍景良得力助手 后因跟張自力来往，被霍景良革職 |
| 林遠迎 | Ronald     | 霍景良助手                                    |
| 邵卓堯 | 職 員      | 霍氏職員                                      |

### Joe & Tina 公關公司
| 演員   | 角色   | 職業                  |
| 吳奇隆 | 葉榮亨 | 老板兼大股东 參見葉家 |
| 邵美琪 | 彭芷蔚 | 老板兼股东 參見彭家   |
| 黃月明 | May    | 職員                  |
| 周家怡 | Sophia | 職員                  |
| 官仲銘 | George | 職員                  |
| 勞少娟 | Hidi   | 職員                  |

### 律師行
| 演員   | 角色   | 關係／暱稱／職業                                                                                          |
| 余子明 | 關維宗 | Anthony 律師 Barry之父 何佩琪、霍希賢師父 於第76集因張自力見死不救而心臟病發身亡                          |
| 王敏德 | Barry  | 律師 關維宗之子 霍希賢之夫（曾經分手後復合） 利用Janet與霍希賢離婚，其實心中最愛的仍是霍希賢 於第24集出場 |
| 陳慧珊 | 霍希賢 | Helen 律師 參見霍家                                                                                       |
| 郭少芸 | 何佩琪 | Sandy 律師 霍希賢、岑穎欣之同居好友 馬志強之前女友                                                        |
| 郭可盈 | 岑穎欣 | Ivy 律師行秘書 參見許家                                                                                   |

### 其他演員
| 演員                | 角色                                                                 | 關係／暱稱／職業 |
| 何超儀              | 寶 儀                                                                | 秦淑芬好友 喜歡秦淑芬 於第59集出場 |
| 林其欣              | 溫寶兒                                                               | Sabrina 方健平之好友 背著方健平與霍景良來往 於第14集跳樓身亡 |
| 鍾國強              | 阿 忠                                                                | 方健平的司機 |
| 馬國明              | Stanley                                                              | 股票经纪 葉榮添、許文彪等人之友 於第57集開設「偉興證券投資」 於第97集被霍景良買兇殺死 |
| 馬國明              | 歌手                                                                 | |
| 邵傳勇              | 朱永昌                                                               | 大口昌 雜誌社記者 葉榮添、許文彪、馬志強中學同學 於第39集因蒐集有關許文彪在金發大廈火災中殺死馬志強父母證據開始威脅彪，與許文彪在周旋搏鬥中被勒死                                                                            |
| 何偉業              |                                                                      | 記者 |
| 楊 明               |                                                                      | 記者 |
| 甘子正              |                                                                      | CID |
| 歐陽國璋            |                                                                      | CID |
| 汪曉文              | May                                                                  | 葉榮添、許文彪、馬志強中學同學 |
| 楚 原               | 林神父                                                               | Father Lam 聖安堂中學校長 |
| 招石文              | 陳奧圖                                                               | 陳校董、陳警司 聖安堂中學校董 西九龍重案組警司 |
| 凌 漢               | 王校董                                                               | 聖安堂中學校董 |
| 陳中堅              | 張校董                                                               | 聖安堂中學校董 |
| 馮瑞珍              | 梁 歡                                                                | 在第1集裡喜歡馬志強的圍村婆婆 其村屋為「力天」首個建築項目 |
| 李志華              | Eric                                                                 | 銀行職員 馬志強之同事 |
| 李志華              | 職員甲                                                               | |
| 李中希              | Peter                                                                | 銀行職員 馬志強之同事 |
| 楊文娟              | 銀行職員                                                             | 馬志強之同事 |
| 溫裕紅              | Winnie                                                               | 銀行經理 馬志強之前上司 |
| 黎 宣               | 喜 媽                                                                | 岑穎欣之養母 |
| 曾健明              | 大肚黃                                                               | 「偉興貿易」辦公室之房東 |
| 曾健明              | 幹 員                                                                | 張忠誠之下屬 |
| 孫季卿              | 德 叔                                                                | 「偉興貿易」之職員 |
| 廖麗麗              | 錢 太                                                                | 「偉興貿易」之職員 |
| 陳勉良              | 老 吳                                                                | 「偉興貿易」之職員 |
| 陳安瑩              | June                                                                 | 「偉興貿易」之職員 |
| 賀文傑              | 康 仔                                                                | 「偉興貿易」之職員 |
| 賀文傑              | 昌同事                                                               | 朱永昌之同事 |
| 陳瑞華              | 護 士                                                                | 喜媽住院的護士 |
| 陳瑞華              | 鍾倩怡                                                               | 葉榮澤之朋友 |
| 趙淑儀              | Flora                                                                | 霍希賢之秘書 |
| 郭德信              | 張孝堅                                                               | 堅叔 許文彪前任同事兼師父 |
| 鄧建邦              | 輝                                                                   | 許文彪前任同事 |
| 陳楚翹              | Rita                                                                 | 許文彪前任同事 |
| 羅君左              | Eric                                                                 | 於第2集與葉榮亨、許文彪一起吃飯的朋友 |
| 周凱珊              | Michelle                                                             | 霍景良情婦 |
| 黃桂林              | Andy Lo                                                              | |
| 許碧姬              |                                                                      | 田寧之嬸嬸 從天津到港探望 |
| 楊茜堯              | 賓 客                                                                | Tina公司開幕酒會上 （跑龍套） |
| 楊茜堯              | 出現在酒會結束後，與Helen在手扶梯上聊天，站中間者                    | |
| 楊茜堯              | Mary                                                                 | 日本玩具公司秘書，懂中文 （第57集） |
| 陳少邦              |                                                                      | Tina公司開幕酒會上賓客 |
| 陳少邦              | ICAC職員                                                             | 拘捕許文坤入獄之一的成員 （第44集） |
| 杜大衛              | Aaron                                                                | Tina公司開幕酒會上賓客 |
| 姚啟善              |                                                                      | Tina公司開幕酒會上賓客 |
| 李焯寧              |                                                                      | Tina公司開幕酒會上賓客 |
| 鄧汝超              | 黃華超                                                               | 村屋項目工地監工 |
| 李家鼎              | 鼎 哥                                                                | 村屋項目工頭 |
| 黃文標              | 發 哥                                                                | 村屋項目工頭 （第4集至6集） |
| 黃文標              | 阿 石                                                                | 水哥左右手 |
| 麥子雲              | 蕭 光                                                                | 蟹哥 流氓 葉榮添之澳門朋友 收取葉榮添之陀地費 於第8集重傷危殆 |
| 周 暘               | 張 林                                                                | 大毛 流氓，蟹哥手下 收取葉榮添之陀地費 於第8集重傷死亡 |
| 何君龍              | 小 毛                                                                | 蟹哥手下 收取葉榮添之陀地費 |
| 徐 榮               | 流 氓                                                                | 大毛手下 |
| 徐 榮               | ICAC職員                                                             | 拘捕許文坤入獄之一的成員 （第44集） |
| 徐 榮               | CCB調查員                                                            | 在拘捕葉榮添有關訛騙「明大集團」一億元作岑穎欣案懸紅 (第53集) |
| 徐 榮               | 康                                                                   | 於第68集出場 高美娜前男友 |
| 江 漢               | 鄧 翁                                                                | 新界上水鄉紳 |
| 劉嘉龍              | 助 手                                                                | 鄧翁助手 |
| 張漢斌              | 律 師                                                                | |
| 李啟傑              | 經 理                                                                | |
| 李啟傑              | 何佩琪之朋友                                                         | |
| 李啟傑              | ICAC職員                                                             | 拘捕許文坤入獄之一的成員 (第44集) |
| 李啟傑              | CID                                                                  | |
| 嘉 駿               |                                                                      | 非法移民 |
| 洪菁儀              | Monique                                                              | |
| 郭卓樺              | 郭師傅                                                               | 許文彪的Dream House裝潢師傅 |
| 任港秀              | Elaine                                                               | 葉榮亨前女友 |
| 劉深宜              | 車房仔                                                               | 第11集幫許文彪修車，結果借他一台破到不行的車 |
| 劉深宜              | 運動員                                                               | |
| 楊瑞麟              | 楊奕生                                                               | 大學講師，葉榮添為霍氏收樓時的苦主 |
| 魏惠文              | 陳偉卓                                                               | Patrick 政府規劃署員工 許文彪之同事 於第25集死亡 |
| 嚴 俊               | Paul                                                                 | 許文彪之同事 |
| 華忠男              | 肥佬彭                                                               | |
| 劉桂芳              | 白 娟                                                                | 明星 |
| 翟佩雲              | 靚 女                                                                | |
| 楊凱慈              | 女明星                                                               | |
| 顏頌詩              | 護 士                                                                | |
| 顏頌詩              | 記 者                                                                | |
| 顏頌詩              | 賓 客                                                                | |
| 顏頌詩              | 秘 書                                                                | |
| 管仲銘              | Eric                                                                 | |
| 湯俊明              | Bobby                                                                | |
| 周建基              | 男朋友                                                               | |
| 李思蓓              | 女明星                                                               | |
| 李思蓓              | CoCo                                                                 | 大世界夜總會女公關 |
| 陳肖明              | Candy                                                                | 彭芷蔚、許文彪之舊同學 |
| 劉志清              | Ken                                                                  | 彭芷蔚、許文彪之舊同學 |
| 姚啟善              | Van                                                                  | 彭芷蔚、許文彪之舊同學 |
| 何綺敏              | Janet                                                                | 彭芷蔚、許文彪之舊同學 |
| 何綺敏              | 護士                                                                 | |
| 鍾鼎安              | 王智龍                                                               | 劫匪 於第17集被許文彪誤殺而死 |
| 黃天鐸              | 沈威廉                                                               | |
| 邱萬城              | 高天華                                                               | |
| 葉 暐               | 打 手                                                                | |
| 葉 暐               | 職員乙                                                               | |
| 蒲茗藍              | 文 仔                                                                | |
| 歐珍妮              | Ada Chan                                                             | |
| 黃俊紳              | 釗                                                                   | 記者 |
| 鄧英敏              | 利 生                                                                | |
| 鄺佐輝              | Peter Wong                                                           | 葉孝禮家族之家庭醫生 |
| 王偉樑              |                                                                      | 酒店經理 |
| 陳狄克              | 培 叔                                                                | 才記廚師 |
| 游 飈               |                                                                      | 才記伙記 |
| 劉志清              |                                                                      | 才記伙記 |
| 馮挺然              | 伴 郎                                                                | |
| 馮挺然              | CID                                                                  | |
| 傅楚卉              | Irene                                                                | 葉榮亨女友 （第29集至37集） |
| 傅楚卉              | Suki                                                                 | 大世界夜總會女公關 |
| 梁嘉遜              | 警 衛                                                                | |
| 梁嘉遜              | 張經理                                                               | |
| 嚴文軒              | 警 衛                                                                | |
| 陳榮峻              | Jeff Ho                                                              | 總警司 查詢葉孝禮有關葉榮亨被綁架之事 |
| 戴少民              | 劉先生                                                               | 葉榮晉、許文彪的「寰通國際」合作夥伴 |
| 彭 昭               | William                                                              | |
| 李海生              | 大聲公                                                               | 大排檔老闆 |
| 魏詠兒              |                                                                      | 護士 |
| 車保羅              | 老 總                                                                | 朱永昌之上司 |
| 鍾建文              |                                                                      | 何佩琪之朋友 |
| 鍾建文              | 幹 員                                                                | 張忠誠之下屬 |
| 黃佩霞              | Janet                                                                | Barry之前女友 被Barry利用，造成霍希賢與Barry離婚 於第38集出場 |
| 康日健              | CID                                                                  | |
| 張熙傑              | CID                                                                  | |
| 張熙傑              | 記 者                                                                | |
| 李子奇              | 梁彼得                                                               | Peter 財務公司職員 劉雪玲前男友，曾與劉雪玲上床 於第40集借錢給葉榮晉 |
| 彭國樑              | Derek                                                                | |
| 李龍基              | 阿 曾                                                                | 許大漢之警界舊同事 台灣陳豐收之遠房兄弟 |
| 黃煒林              | ICAC職員                                                             | 拘捕許文坤入獄之一的成員（第44集） |
| 黃煒溏              | 殺 手                                                                | 於第44集被許文彪指使斬殺葉榮添，後錯誤斬傷葉榮澤 |
| 凌子軒              | 記 者                                                                | |
| 鄭基成              | 小 程                                                                | |
| 魯振順              | 宋子明                                                               | 台灣省地檢署檢察長官 |
| 陳維冠              | 馬瑞安                                                               | 台灣省地檢署檢察長官 |
| 黃 河               | 周志齊                                                               | 台灣律師 在台香港僑胞 葉孝禮、岑穎欣之辯護律師 |
| 葉振聲              | 小 馬                                                                | 張自力在台灣飆車時結識的好友 |
| 鬼 塚               | 小 白                                                                | 在台香港僑胞 張自力在台灣非法賽車時的老大 |
| 葉鎮輝              | 小白手下                                                             | |
| 陳秀茹              | Joey                                                                 | |
| 陳秀茹              | 葉榮添旗下之「萬基」財務公司職員 （第60集）                          | |
| 程小龍              | 張老闆                                                               | 台灣地下錢莊老闆 於第46集借錢給許文彪爭取無煙城發展計劃 於第47集知道許文彪爭取無煙城發展計劃失敗後逼許文彪還錢 |
| 劉一飛              | 陳豐收                                                               | 台灣省地政署署長 香港阿曾之遠房兄弟 |
| 胡智龍              | Leon                                                                 | 羅先生 職業殺手 受葉榮毅指使企圖謀殺許文彪 在地下錢莊目睹蠱惑仔襲擊許文彪時乘亂砍了許文彪重重的刀傷 在許文彪死後受葉榮毅指使陷害岑穎欣謀殺許文彪 於第52集向霍希賢及葉榮添索取懸紅後透露真相，逃走時意外身亡 （第47集至52集） |
| 虞天偉              | 張忠誠                                                               | 台灣台北士林分隊隊長 |
| 叶 清               | 律 师                                                                | 岑颖欣杀人案之台灣控方律师 |
| 馮曉文              | 獄 警                                                                | 台灣獄警 |
| 曹 眾               | 美 娟                                                                | 司徒源之妻 台灣囚犯 |
| 黃鳳                | 楊 萍                                                                | 台灣死囚 |
| 林 峯               | 台灣獄警                                                             | 於第50集出場 |
| 王俊棠              | 監獄長                                                               | 台灣監獄長 於第51集槍殺正在逃獄的岑穎欣 |
| 陳 源               | 勇 哥                                                                | |
| 陈逸恒 （大陸演員） | 勇 哥                                                                | 台灣萬華角頭老大 張自力之債主，後與許文彪結為朋友 協助許文彪追殺葉榮添 |
| 黃正霖 （台灣演員） | 司徒源                                                               | 台灣萬華角頭老大 葉榮添獄中好友之老大 協助方健平尋陸運生及葉榮添劫獄 |
| 管謹宗 （台灣演員） | 陸運生                                                               | 台灣前地政署副署長 收受葉榮晉之賄款及持有陷害葉孝禮之證據 於第44集被許文彪買兇殺害致死 |
| 楊采玹 （台灣演員） | 阿 玉                                                                | 陸運生之妻 於第44集把證據交給方健平，令葉孝禮得以脫罪 |
| 陸一龍 （台灣演員） | 樹 哥                                                                | 台灣台北松山角頭老大 於第45集欲強姦田寧，後被打傷 於第46集被許文彪用刀刺死 |
| 谷 峰               | 林建龍                                                               | 台湾黑社会老大 與霍景良勾結，後反目 曾大力支持「無煙城」 |
| 陳善勇              | 蛇 頭                                                                | 於第52集出現的張自力的菲律賓蛇頭 |
| 陳志雄              | 蘇師傅                                                               | 風水師 於第52集出現向葉孝禮預言得兩子送終 |
| 蔡惠敏              | Nancy                                                                | 酒吧女客 於第53集出現與葉榮晉談情 |
| 林偉雄              | 毅保鏢                                                               | 葉榮毅之香港保鏢（第54集） |
| 胡啟光              | CID                                                                  | |
| 吳漢明              | 添手下                                                               | 於第54、55集受葉榮添指使將葉榮毅槍殺 |
| 姜克誠              | 綁 匪                                                                | 許文彪指使的菲律賓叛軍份子，將葉榮亨綁架 於第55集出現，背著叛軍同志向葉榮添索取贖款 |
| 秦 煌               | 何 東                                                                | 許大豪之合伙人，後被許大豪出賣 於第57集癱瘓 |
| 劉綽琪              | 蔣 舒                                                                | Rachel 於第76集出場 有愛滋病的女模特兒 於第83集被張自力收買而色誘葉榮晉令其患病 |
| 黃泆潼              |                                                                      | 康之女友 |
| 戴耀明              |                                                                      | 酒保 |
| 戴耀明              | 光明日報之總編輯 在光明日報替高美娜尋找瑞士雪崩中傷者名單 （第80集） | |
| 劉永健              | Adam                                                                 | 劉雪玲之弟 叶荣晋之小舅子 叶宝庭之舅父 於第68集因替劉雪玲報仇而找人毒打葉榮晉 |
| 駱達華              | 鄧志權                                                               | 劉雪玲之情人 「韋達」之主管 受葉榮添收買，助添取回「力天世紀」 |
| 宋芝齡              | JoJo                                                                 | 「韋達」之職員 |
| 王少萍              |                                                                      | 「韋達」劉雪玲之秘書 |
| 駱應鈞              | 華 叔                                                                | |
| 楊英偉              | 律 師                                                                | |
| 黃宗澤              |                                                                      | 黑幫槍手 許大豪手下 於第102集出場 |

## 播放軼事
- 此劇雖然與《茶是故鄉濃》貴為“台慶劇”，但當時受到亞視外購劇《還珠格格》重創以致首播時收視欠佳，且即使是大製作但收視仍低於《茶》劇。但在2005年2月14日至7月12日於凌晨重播時，創出了9點的收視，比2004年同時段的收視上升了一倍。亦令無綫開始重視該時段節目播放，安排一些收視較好的劇集在該時段播放。2000年此劇引進內地，在中央電視台和湖南衛視播出，引起巨大反響。

- 2009年，香港樓市於金融海嘯後回升，有網民把許文彪的一段對白上載至YouTube諷刺樓價被人故意炒高。片段引起網民的共鳴並熱播，TVB方面也以版權為由向YouTube提刪有關片段。[2][3]

- 2016年9月1日至12月17日，此劇第二次在無綫電視翡翠台於凌晨重播。

- 本劇首播第一輯結局篇及於2005年及2016年於凌晨重播時，當時翡翠台分別於黃金時段巧合地播映同樣由本劇演員郭晉安主演的《衝上人間》、《同撈同煲》以及《致命復活》。

- 2016年10月14日，此劇推出第一部份DVD Boxset（共51集，分兩輯Boxset，由寰宇數碼娛樂有限公司發行，只限香港、澳門地區）。[4][5]

- 2016年10月20日，此劇推出第二部份DVD Boxset（共55集，分兩輯Boxset，由寰宇數碼娛樂有限公司發行，只限香港、澳門地區）。[6][7]

- 2017年3月4日至2017年7月22日，此劇在TVB星河頻道逢星期六晚上“好戲連環看”時段重播（每次連播五集）。

- 圍繞本劇主軸的地標「無煙城」，故事設定建於前啟德機場一帶，而香港特別行政區政府一直有計劃發展該地段但現實中的啟德發展計劃預計將在2025年全部竣工；而啟德發展計劃中最注目部份為以體育為概念的啟德體育園，與劇情出現的環保城市大相徑庭，啟德發展計劃與環保沾上邊的啟德智慧綠色集體運輸系統卻一直延宕，單軌/輕軌提案被2020年施政報告擱置，但於2023年施政報告中舊事重提。此外，香港特別行政區政府亦有類似劇中「無煙城」概念之環保城市，位於新界洪水橋，計劃提出時（1999年）剛好與本劇播出時間相近；然而洪水橋新發展區於2015年提出之新計劃，發展面積已較1999年原計劃縮小。

- 此劇連同《天地男兒》、《天地豪情》作為戚其義時裝商戰劇的“天地三部曲”，而羅嘉良均有參演三劇且擔任主角。

## 演員軼事
- 此劇是吳奇隆唯一一部參演的香港電視劇。
- 許文彪一角曾原先後屬意找吳啟華和吳鎮宇，但兩人均为了摆脱反派形象及档期问题因故謝絕。后来原想改由郭晉安顶上，但最後陳錦鴻为了一试反派角色而改由其飾演；因此原定陳錦鴻飾演馬志強一角，後改由郭晉安飾演。
- 原定李珊珊飾演霍希賢（Helen）一角，後改由陳慧珊飾演。因此此劇是羅嘉良和陳慧珊繼《先生貴性》後再度合作兼飾演情侶。
- 原定張可頤飾演彭芷蔚（Tina）一角，後改由邵美琪飾演。
- 此劇是羅嘉良和陳錦鴻繼《新上海灘》、《O記實錄II》及《天地豪情》後第四度合作。
- 此劇汪明荃飾演的方健平（Liza），現實中她本人暱稱也是稱為「Liza姐」。
- 《創世紀》原創作劇本定為55集長篇連續劇，並拍至張自力最終得知真相以後，轉正與葉榮添冰釋前嫌、重修舊好並代替兄長完成遺願的劇情。後來故事範圍不斷的修改及加長，無線決定延長至106集，並分為兩季。開鏡時以「百集長劇」(當時未命名為創世紀) 來稱呼本劇，但播至51集時，突然停止到翌年才播放剩下集數。
- 《創世紀》原定劇中結局將安排葉榮添與霍希賢（Helen）配對喜結良緣，但之後因陳慧珊於菲律賓拍外景時，患上耳水不平衡，故而辭演。實質劇情安排她第62集出國，之後於國外與Barry（王敏德）重修舊好方式交代。並於最後安排第106集大結局裡無煙城落成揭幕儀式時，以客串方式出現。
- 原定劇中將安排於《創世紀II天地有情》中因為了爭奪明大資產而成為最終大反派的葉榮亨（Joe）一角，終因吳奇隆檔期問題，延續了幾集的好人角色。最後劇情安排於第78集與彭芷蔚移民美國交代方式退出。
- 古天樂飾演的角色張自力，原定於後來得知真相大白以後，轉正與葉榮添冰釋前嫌、重修舊好的劇情。後因陳慧珊和吳奇隆相繼退出，劇情大幅修改的影響而改為《創世紀II天地有情》的最終大反派一角。
- 在《創世紀》播出後，蔡少芬劇中角色田寧一角曾於第5集以客串方式出現，之後到第45集才正式出現。曾有傳言將成為最終大反派的田寧一角，後有傳因遭到其影迷全力抵制，最終傳言並未成真。
- 原定郭可盈飾演的岑穎欣角色戲份安排於《創世紀》第51集裡退場，但之後因陳慧珊辭演因素，劇情大幅修改。故安排於《創世紀II天地有情》第63集裡以孿生妹妹高美娜角色方式再次出現，與葉榮添配對喜結良緣。
- 本劇裡有好幾位跑龍套演員在劇集播畢後的十幾年間均成為TVB的成名演員，例如林峯、楊茜堯（當時稱為「楊怡」，下同）、馬國明、黃宗澤、陳鍵鋒、楊明、徐榮、趙永洪。林峯飾演看守所內的台灣獄卒，與郭可盈有對手戲，然而其對白全國語演譯，此角由戚其義親自欽點挑選。楊怡先後分飾幾角色－賓客、日本玩具公司懂中文的女秘書Mary及出現在酒會結束後，與Helen（陳慧珊）在手扶梯上聊天的路人甲等。馬國明飾演添、彪的好友，股票經紀人Stanley一角。黃宗澤飾演黑幫槍手、張自力身邊的跟班小弟。陳鍵鋒則飾演劇中文彪開車開3天等。其他配角龍套演員如王俊棠、曹眾、馮曉文等三位，王俊棠飾演槍殺岑穎欣的獄警；曹眾飾演台灣老大源哥的女人；馮曉文則飾演看守所內的台灣獄卒等。
- 郭晉安於本劇飾演億萬富豪馬志強，於劇集《再創世紀》再度飾演億萬富豪，終極大反派賀天生，然而兩劇沒有任何直接關係。
- 此劇大部分劇組和演員曾拍攝過《天地豪情》和《刑事偵緝檔案IV》。
- 於劇中飾演夫妻的周驄和雪妮皆於2025年7月4日傳出死訊。

## 穿幫軼事
- 第5集馬志強去台灣找田寧，田寧在台灣一家的士高跳舞，其實那間的士高在廣东深圳酒吧取景，並非台灣Disco。而且一幕馬志強進Disco大門時明顯外面路過車輛，全是一般大陸人士所使用的車輛及公交車，並非台灣車輛。而志強與田寧在Disco見面之後一同取摩托車且又所走出來的大門口鏡頭是在台灣拍攝，而且是在台北市敦化北路宏泰世界大樓拍攝，明顯有差別之處。
- 第30集馬成才、羅寶珠所發生大火的地方為觀塘宜安街街市附近，電視的新聞報道卻為彌敦道，明顯有漏洞之處。
- 第45集再次出場的田寧角色卻成為張自力女友，而且編劇並未交代述說田寧當年與葉榮添分手之後在台灣是如何相識張自力等過程這段劇情。明顯有漏洞、突兀之處。唯獨只有第5集裡，馬志強在田寧台灣家裡見到另外一頂黑色安全帽時，田寧就跟馬志強說：「是一個曾經幫過我的人！」（田寧此話的隱喻是說，所講的那個人就是張自力）。至於張自力在台灣是怎麼幫過田寧，及與田寧怎麼相識的具體過程，劇裡並沒有完全交代。
- 第45集張自力台灣剛出場所見的地下賽車場場景，皆在香港拍攝，並非台灣。而自力飆車時所途徑的地下道皆全都是香港一般的人行地下道，並非台灣的人行地下道。
- 第46集自力帶田寧到處躲，文彪得知消息後去找自力跟田寧。而自力和田寧倆躲的地方其實是香港元朗偏遠山區，並非劇中所提的台灣花蓮地區。
- 第49集偵辦許文彪於台北縣烏來山區墜崖身亡案的警察單位應是台北縣政府警察局新店分局，並非劇中的台北市政府警察局士林分局。
- 第51集台灣監獄發生火警時，葉榮添抱穎欣的小孩在座車裡等，所乘坐的車是香港一般使用的右駕車而並非台灣的左駕車。
- 第53集張自力在菲律賓追著坐的士的葉榮添，是分別用兩部的士來拍攝的。
- 第79集霍景良在台灣派人修理葉榮添，之後被台灣大佬林建龍羞辱那場戲，其實是在香港大角咀拍攝，並非台灣。
- 第98集葉雅汶慘被燒死的戲份，是在香港西貢菠蘿輋路對上山頭一間石屋內拍攝。其後擁有此石屋物業的業主周啟邦夫人譚月清被揭發在2000年5月看到劇集播出後，直斥劇組行為如土匪及誓言追究。最後劇組為此事道歉並為石屋翻新補鑊。
- 劇中Helen一開始與Joe原本是很好的朋友，Joe也不斷的關心Helen, Helen也似乎很依賴Joe，原本看起來似乎這對會變成CP。但後面不知從哪一集開始，劇情慢慢變成轉向：Joe對Tina有好感，就再也沒有Helen與Joe這條線了。劇中也沒有特別交待為何Joe不再關心Helen。

(上述資訊錯誤, Joe的父親 葉孝禮 和 Helen的母親 方健平Lisa 因再婚, joe和helen成為法律上的兄妹, 所以才中止了joe和helen的戀情)

## 歌曲
- 以翡翠台於2016年9月1日至12月17日凌晨重播播放日、myTV SUPER點播區重溫以及推出該劇VCD、DVD為準。
- # 由於2016年5月中，環球唱片與TVB因網絡使用權續約問題閙翻，其中TVB提出「永久擁有歌手的歌曲網上平台播放權」的條款而無法達成共識。環球唱片高層譚先生強調歌曲屬公司財產，公司不接受也不容許這些歌被別的公司永久使用。負責傾續約的星夢娛樂CEO何哲圖認為TVB有自己機制，為歌手製作節目花費不少，是應該有永久使用權。如果雙方於短期內無法和解，意味着環球唱片的歌曲於2019年4月30日約滿後全數下架。其中包括由吳奇隆主唱的片尾曲（第6-47、49、50集） – “你不識愛我”（包括正式版本以及電視另一版本）將會被抽起。
- ^ 於2016年9月1日至12月17日凌晨重播播放期間被抽起。[8]
- ∇ 於2016年9月1日至12月17日凌晨重播播放版本沒有抽起。
- ▲ 只提供VCD、DVD及海外播放版本。
- • 於2005年2月14日至7月12日於凌晨重播播放版本。
- ⊗ 只有VCD、DVD及海外播放版本被抽起。

| 主唱   | 作曲                                  | 作詞   | 編曲        | 歌曲監製                                                      | 歌曲                                                   | 集數 | 用作   | 用作   | 用作 | 用作     |
| 主唱   | 作曲                                  | 作詞   | 編曲        | 歌曲監製                                                      | 歌曲                                                   | 集數 | 主題曲 | 片尾曲 | 插曲 | 背景音樂 |
| ------ | ------------------------------------- | ------ | ----------- | ------------------------------------------------------------- | ------------------------------------------------------ | --- | ------ | ------ | ---- | -------- |
| 羅嘉良 | 中村幸代                              | 李 敏  | 杜自持      | 中村幸代 杜自持                                               | 創造晴天                                               | 第1-51集 | ✓      |        |      |          |
| 羅嘉良 | 中村幸代                              | 李 敏  | 杜自持      | 中村幸代 杜自持                                               | 創造晴天                                               | 第2、3、5集 第8-10、12、14、30、 32-35、43、44、51集∇ 37集（背景音樂版本）∇                                 |        | ✓      |      |          |
| 羅嘉良 | 中村幸代                              | 李 敏  | 杜自持      | 中村幸代 杜自持                                               | 創造晴天                                               | 第7、9、22、31、36、 37、42、43集^ 第85、106集 第4、9集∇                                                    |        |        | ✓    |          |
| 羅嘉良 | 中村幸代                              | 李 敏  | 杜自持      | 中村幸代 杜自持                                               | 創造晴天                                               | 第1、37、42集^ 第59、79、85、89集 第11、13、18、36、 40、46集∇                                              |        |        |      | ✓        |
| 羅嘉良 | 中村幸代                              | 李 敏  | 杜自持      | 中村幸代 杜自持                                               | 准我留下                                               | 第1-51集 | ✓      |        |      |          |
| 羅嘉良 | 中村幸代                              | 李 敏  | 杜自持      | 中村幸代 杜自持                                               | 准我留下                                               | 第39、48、50集∇                                                                                             |        | ✓      |      |          |
| 羅嘉良 | 中村幸代                              | 李 敏  | 杜自持      | 中村幸代 杜自持                                               | 准我留下                                               | 第13、15、16、18、36集^ 第12、43、46、60、63、 64、86、88、89、105集                                        |        |        | ✓    |          |
| 羅嘉良 | 中村幸代                              | 李 敏  | 杜自持      | 中村幸代 杜自持                                               | 准我留下                                               | 第15、16、27、28、33、 34、36、38集^ 第63、65、66、92、98集 第13、20、42、43集∇                             |        |        |      | ✓        |
| 羅嘉良 | 中村幸代                              | 李 敏  | 杜自持      | 中村幸代 杜自持                                               | 准我留下                                               | 第1、4集 第15、17、22-26、40、 47集∇ 電視另一版本                                                           |        | ✓      |      |          |
| 羅嘉良 | 中村幸代                              | 李 敏  | 杜自持      | 中村幸代 杜自持                                               | 准我留下                                               | 第7、8集^ 第5、9-11、18、21、44、 46、48、66集 電視另一版本                                                 |        |        | ✓    |          |
| 吳奇隆 | 吳國敬                                | 梁芷珊 | 陳偉文      |                                                               | 你不識愛我                                             | 第22-47、49、50集 （於2016年重播播放日被下架）                                                              |        | ✓      |      |          |
| 吳奇隆 | 吳國敬                                | 梁芷珊 | 陳偉文      | 第6-21集 電視另一版本 （於2016年重播播放日被下架）            | 你不識愛我                                             | | ✓      |        |      |          |
| 吳奇隆 | 吳國敬                                | 梁芷珊 | 陳偉文      | 第41集 （於2016年重播播放日被下架）                           | 你不識愛我                                             | |        | ✓      |      |          |
| 吳奇隆 | 吳國敬                                | 梁芷珊 | 陳偉文      | 第7-9、15、18、42集 電視另一版本 （於2016年重播播放日被下架） | 你不識愛我                                             | |        | ✓      |      |          |
| 羅嘉良 | 中村幸代                              | 李 敏  | 杜自持      | 中村幸代 杜自持                                               | 未明白女人                                             | 第19-21、27、31、38、 42集∇                                                                                 |        | ✓      |      |          |
| 羅嘉良 | 中村幸代                              | 李 敏  | 杜自持      | 中村幸代 杜自持                                               | 未明白女人                                             | 第10、11、26、66、67、 92、106集 第25集^                                                                    |        |        | ✓    |          |
| 羅嘉良 | 中村幸代                              | 李 敏  | 杜自持      | 中村幸代 杜自持                                               | 未明白女人                                             | 第5、9、23、42、43集^ 第69、89集                                                                            |        |        |      | ✓        |
| 趙學而 | 伍樂城                                | 梁芷珊 | 劉志遠      | 伍樂城                                                        | 自欺欺人                                               | 第20、29集^ 第57集                                                                                          |        |        | ✓    |          |
| 趙學而 | 伍樂城                                | 梁芷珊 | 劉志遠      | 伍樂城                                                        | 自欺欺人                                               | 第58、62、65、66、68、 81、83、89、94、106集                                                                |        |        |      | ✓        |
| 趙學而 | 心 兒                                 | 張美賢 | Terry Chan  | 葉廣權                                                        | 談一場不後悔的戀愛                                     | 第24、29、30集^                                                                                             |        |        | ✓    |          |
| 趙學而 | 心 兒                                 | 張美賢 | Terry Chan  | 葉廣權                                                        | 談一場不後悔的戀愛                                     | 第21、27、38、47集^ 第54、58、62、65、67、 77、78、82、83、88、 91、93、94、97、99、 106集                  |        |        |      | ✓        |
| 容祖兒 | Jean-Jacques Gordman Roland Romanelii | 馮 正  | 江港生      | 江港生                                                        | 這分鐘更愛你                                           | 第24、25、37、38集^ 第80、83、87、88集                                                                      |        |        |      | ✓        |
| 謝霆鋒 | 洪 典                                 | 洪 典  | Terence Teo | 陳秀男                                                        | 只要為你活一天 （台視劇集《絕代雙驕》片尾曲）          | 第18集▲^ 第51集^                                                                                            |        |        | ✓    |          |
| 黃大煒 |                                       |        |             |                                                               |                                                        | 第18集•# |        |        | ✓    |          |
| 羅嘉良 | 黃中原                                | 林振強 | 杜自持      | 杜自持                                                        | 我的淚                                                 | 第48、51集^                                                                                                 |        | ✓      |      |          |
| 羅嘉良 | 杜自持                                | 李 敏  | 杜自持      | 杜自持                                                        | 天地有情                                               | 第52-106集                                                                                                  | ✓      |        |      |          |
| 王 傑  | 西村由紀江                            | 李 敏  | 伍樂城      | 葉廣權                                                        | 又愛孤獨又愛你                                         | 第52、54-56、58、61、 64、67、69、77、78、 80-83、85、88-91、 93-96、99-101、103-106集                      |        |        |      | ✓        |
| 王 傑  | 西村由紀江                            | 李 敏  | 伍樂城      | 葉廣權                                                        | 又愛孤獨又愛你                                         | 第105集⊗ |        |        | ✓    |          |
| 古天樂 | 劉祖德                                | 林振強 | 劉祖德      | 王紀華                                                        | 天真                                                   | 第52-91、106集                                                                                              |        | ✓      |      |          |
| 古天樂 | 劉祖德                                | 林振強 | 劉祖德      | 王紀華                                                        | 天真                                                   | 第58、65、66、100集                                                                                         |        |        | ✓    |          |
| 王 傑  | 王 傑                                 | 汶 利  | 杜自持      | 王 傑 杜自持                                                  | 我會知道幾時要退 （電影《小李飛刀之飛刀外傳》 片尾曲） | 第56、84集                                                                                                  |        |        | ✓    |          |
| 謝霆鋒 | 伍樂城                                | 林 夕  | 伍樂城      | 伍樂城                                                        | 開放日 （電影《新古惑仔之少年激鬪篇》 插曲）           | 第64、90、94集                                                                                              |        |        | ✓    |          |
| 容祖兒 | 伍樂城                                | 李 敏  | 伍樂城      | 伍樂城                                                        | 逃避你                                                 | 第17、20、22、24-26、 28、29、32、36-38、 42、47集^ 第57-59、65、72、80、 81、84、85、87、88、 90、93、94集 |        |        |      | ✓        |
| 容祖兒 | 伍樂城                                | 李 敏  | 伍樂城      | 伍樂城                                                        | 逃避你                                                 | 第17、24、27集^ 第83、84、106集                                                                             |        |        | ✓    |          |
| 羅嘉良 | 彭 妮                                 | 梁芷珊 | 杜自持      | 杜自持                                                        | 火花                                                   | 第88、101、105、106集                                                                                       |        |        | ✓    |          |
| 古天樂 | 伍樂城                                | 林 夕  | 李漢金      | 王紀華                                                        | 男朋友                                                 | 第88集 |        |        | ✓    |          |
| 古天樂 | 黃尚偉                                | 林 夕  | 黃尚偉      | 黃尚偉                                                        | 像我這一種男人                                         | 第92-105集                                                                                                  |        | ✓      |      |          |
| 古天樂 | 黃尚偉                                | 林 夕  | 黃尚偉      | 黃尚偉                                                        | 像我這一種男人                                         | 第103-105集                                                                                                 |        |        | ✓    |          |

## 劇集原聲唱片
- CD 1
  - 01. 天地有情 - 羅嘉良
  - 02. 你不識愛我 - 吳奇隆
  - 03. 又愛孤獨又愛你 - 王傑
  - 04. 准我留下 - 羅嘉良
  - 05. 未明白女人 - 羅嘉良
  - 06. 逃避你 - 容祖兒
  - 07. 這分鐘更愛你 - 容祖兒
  - 08. 陪我做夢 - 王傑
  - 09. 創造晴天 - 羅嘉良
  - 10. When I Fall In Love - Ant & Dec
  - 11. Right Here Right Now - Fierce
  - 12. Ordinary People - Conver Reevies
  - 13. Each Time - E17
  - 14. Back Here - BB Mark
  - 15. Still On Your Side - BB Mak

- CD 2
  - 01. Friends (Happy Forever)
  - 02. Friends (Gentle Thoughts)
  - 03. Close To Your Heart (Sweet Dreaming)
  - 04. Close To Your Heart (Brighter Days)
  - 05. I Can Say It Now (Bluesy)
  - 06. Friends (Heart Warming)
  - 07. I Can Say It Now (Mystery)
  - 08. It's You (Rick It)
  - 09. White Letter
  - 10. White Letter (White Lies)
  - 11. I Can Say It Now
  - 12. I Can Say It Now (Bernie's Waltz)
  - 13. Friends
  - 14. It's You (Midday Laughter)
  - 15. I Can Say It Now (Hide & Seek)
  - 16. Close To Your Heart (Karaoke For Piano)

## 製作團隊
- 監製：戚其義
- 編審：周旭明、歐冠英、司徒錦源、梁敏華、湯健萍
- 故事策劃：邵麗瓊
- 製作統籌：簡美施、楊大寶
- 編導：鄭基成、文偉鴻、林志華、陳維冠、鍾國強、吳家勤、蘇萬聰、麥貫之、黃偉森
- 助理編導：林淑芬、王麗文、葉鎮輝、陳雅賢、蘇嘉敏、劉　嵐、梁國斌、周建基、洪金潑、周佩霞、鍾鼎安、李寶燕、楊家豪、邱狄文、李鳳明、朱志恆
- 編劇：馮靜雯、邵偉意、馮志強、顧依麗、周旭明、梁敏華、麥七、梁志賢、蔡淑賢、張小方、張宗齊、歐健兒、何群娥、鄧紫珊、曾保華
- 平面設計：高冠文
- 製片：
- 助理製片：
- 特技化粧：
- 化粧：
- 髮型指導：
- 形象及服裝指導：
- 服裝設計：
- 美術指導：
- 副美術指導：
- 道具統籌：
- 置景道具：
- 攝影師：
- 收音師：
- 燈光師：
- 劇務：
- 數碼調色及視像效果：
- 剪接：
- 電腦動畫：
- 視覺特效統籌：
- 配音效果：
- 混錄：
- 配樂指導：陳國樑、杜自持、黃天祐
- 煙火特別效果：
- 動作特技指導：
- 副動作特技指導：
- 飛車特技：
- 飛車特技指導：
- 製作聯絡：梁觀浩,尹淑君,

## 外部連結
- 《創世紀》官方網站
- 創世紀 ( TVB )的Facebook專頁
- 《創世紀I》星河頻道官方網站 （页面存档备份，存于）
- 《創世紀II天地有情》星河頻道官方網站[]
- 豆瓣电影上《创世纪1：地产风云》的資料 （简体中文）
- 豆瓣电影上《创世纪2：天地有情》的資料 （简体中文）

## 電視節目的變遷
| 香港 無綫電視翡翠台 第二線劇集 逢星期一至五 21:35-22:35 | 香港 無綫電視翡翠台 第二線劇集 逢星期一至五 21:35-22:35 | 香港 無綫電視翡翠台 第二線劇集 逢星期一至五 21:35-22:35 |
| ------------------------------------------------------- | ------------------------------------------------------- | ------------------------------------------------------- |
|                                                         | 創世紀 (1999.10.11 - 1999.12.18)                        |                                                         |
| 人龍傳說 （1999.09.13 - 1999.10.08）                    | 洗冤錄 （1999.12.20 - 2000.01.15）                      |                                                         |

| 香港 無綫電視翡翠台第二線劇集 逢星期一至五 21:35-22:35 | 香港 無綫電視翡翠台第二線劇集 逢星期一至五 21:35-22:35 | 香港 無綫電視翡翠台第二線劇集 逢星期一至五 21:35-22:35 |
| ------------------------------------------------------ | ------------------------------------------------------ | ------------------------------------------------------ |
|                                                        | 創世紀II天地有情 (2000.03.13 - 2000.05.26)             |                                                        |
| 緣份無邊界 （2000.02.14 - 2000.03.10）                 | 陀槍師姐II （2000.05.29 - 2000.07.08）                 |                                                        |

| 香港 無綫電視翡翠台第四線劇集 逢星期一至五 22:45-23:45 | 香港 無綫電視翡翠台第四線劇集 逢星期一至五 22:45-23:45                        | 香港 無綫電視翡翠台第四線劇集 逢星期一至五 22:45-23:45 |
| ------------------------------------------------------ | ----------------------------------------------------------------------------- | ------------------------------------------------------ |
|                                                        | 創世紀 (2005.02.15 - 2005.04.27) 創世紀II天地有情 （2005.04.28 - 2005.07.13） |                                                        |
| 烈火雄心II （2004.12.18 - 2005.02.08）                 | 尋秦記 （2005.07.14 - 2005.09.17）                                            |                                                        |

| 香港 無綫精選台 TVB人氣劇場 逢星期一至五 14:30-15:30、20:00-21:00及23:30-00:30 | 香港 無綫精選台 TVB人氣劇場 逢星期一至五 14:30-15:30、20:00-21:00及23:30-00:30 | 香港 無綫精選台 TVB人氣劇場 逢星期一至五 14:30-15:30、20:00-21:00及23:30-00:30 |
| ------------------------------------------------------------------------------ | ------------------------------------------------------------------------------ | ------------------------------------------------------------------------------ |
|                                                                                | 創世紀 （2010.07.28 - 2010.10.25）                                             |                                                                                |
| 師奶兵團 （2010.06.21 - 2010.07.26）                                           | 絕代商驕 （2010.10.26 - 2010.12.03）                                           |                                                                                |

| 香港 無綫精選台 TVB人氣劇場 逢星期一至五 14:30-15:30、20:00-21:00及23:30 - 00:30 | 香港 無綫精選台 TVB人氣劇場 逢星期一至五 14:30-15:30、20:00-21:00及23:30 - 00:30 | 香港 無綫精選台 TVB人氣劇場 逢星期一至五 14:30-15:30、20:00-21:00及23:30 - 00:30 |
| -------------------------------------------------------------------------------- | -------------------------------------------------------------------------------- | -------------------------------------------------------------------------------- |
|                                                                                  | 創世紀II天地有情 （2011.02.14 - 2011.04.29）                                     |                                                                                  |
| 巾幗梟雄 （2011.01.10 - 2011.02.11）                                             | 烈火雄心3 （2011.05.02 - 2011.06.14）                                            |                                                                                  |

| 香港 無綫電視翡翠台午夜劇集時段 逢星期一至日 23:50-00:55 | 香港 無綫電視翡翠台午夜劇集時段 逢星期一至日 23:50-00:55                      | 香港 無綫電視翡翠台午夜劇集時段 逢星期一至日 23:50-00:55 |
| -------------------------------------------------------- | ----------------------------------------------------------------------------- | -------------------------------------------------------- |
|                                                          | 創世紀 (2016.09.01 - 2016.10.22) 創世紀II天地有情 （2016.10.23 - 2016.12.17） |                                                          |
| 廉政行動2016 （2016.08.27 - 2016.08.31）                 | 新紮師兄續集 （2016.12.19 - 2017.01.27）                                      |                                                          |

| 香港、 马来西亚、 新加坡 TVB星河频道 好戏连环看时段 · 星期一至五 21:30 - 23:30（两集连播） · 11月16日仅播映一集（第一季） | 香港、 马来西亚、 新加坡 TVB星河频道 好戏连环看时段 · 星期一至五 21:30 - 23:30（两集连播） · 11月16日仅播映一集（第一季） | 香港、 马来西亚、 新加坡 TVB星河频道 好戏连环看时段 · 星期一至五 21:30 - 23:30（两集连播） · 11月16日仅播映一集（第一季） |
| --- | --- | --- |
| | 創世紀 （2022年11月16日 - 2022年12月21日） 創世紀II天地有情 （2022年12月22日 - 2023年1月30日）                            | |
| 法证先锋III （2022年10月26日 - 2022年11月16日）                                                                           | 老表，你好嘢！ （2023年1月31日 - 2023年2月13日）                                                                          | |

| 中国大陆 大灣區衛視 老友劇場 星期一至五 21:55－23:50 | 中国大陆 大灣區衛視 老友劇場 星期一至五 21:55－23:50 | 中国大陆 大灣區衛視 老友劇場 星期一至五 21:55－23:50 |
| ---------------------------------------------------- | ---------------------------------------------------- | ---------------------------------------------------- |
|                                                      | 創世紀 （2023年10月10日－2023年）                    |                                                      |
| 把關者們 （2023年9月27日－2023年10月9日）            | —                                                    |                                                      |